# Abdeslam Baraka
Abdeslam Baraka (arabisch عبد السلام بركة, DMG ʿAbd as-Salām Baraka; * 5. Mai 1955 in Tétouan) ist ein marokkanischer Diplomat und Politiker der Konstitutionellen Union im Ruhestand.
Er ist verheiratet und hat zwei Kinder.

## Werdegang
Er erwarb seine Hochschulzulassung in Tétouan.
1976 schloss er ein Studium der Rechtswissenschaft an der Mohammed-V.-Universität in Rabat ab und übte den Beruf des Rechtsanwalts an den Gerichtsschranken seiner Heimatstadt aus.
1978 trat er in den auswärtigen Dienst.
Von 1983 bis 1992 war er gewählter Präsident der Provinzversammlung von Tétouan und Larache
1984 und 1993 wurde er für den Wahlkreis Tétouan als Kandidat der Konstitutionelle Union in die marokkanische Repräsentantenversammlung gewählt.
Von 1992 bis 1997 war er gewählter Bürgermeister von Al Azhar Tétouan.
1994 war er Mitglied der Nationalen Kommission des Kolloquium der Kommunen.
Vom 22. April 1987 bis 11. August 1992 war er in der Regierung Azzeddine Laraki Minister für Beziehungen zum Repräsentantenversammlung. In dieser Funktion löst er Tahar Afifi ab.
Vom 31. Juli 1990 bis August 1992 war er Minister für Angelegenheiten der Union des Arabischen Maghreb.
Von 31. Januar 1995 bis 13. August 1997 war er in der Regierung Abdellatif Filali Minister für Beziehungen zum Repräsentantenversammlung und wurde in dieser Funktion von El Mostapha Sahel abgelöst.
Vom 25. Februar 1998 bis 17. Februar 2000 war er Botschafter in Buenos Aires und ab 30. April 1998 zeitgleich als Botschafter in Montevideo akkreditiert.
Vom 17. Februar 2000 bis 30. Oktober 2004 war er Botschafter in Madrid.
Am 9. März 2013 wurde er Botschafter in Riad, wo seit dem Tod von Abdelkarim Semmar 2009, der damalige Generalkonsul des Königreichs Marokko in Dschidda, Ibrahim Agouli Geschäftsträger war.